# 인쇄 매체
인쇄 매체(印刷媒體)는 인쇄하여 만든 매체이다. 인쇄 매체는 휴대용 기기가 나오기 전까지는 4대 매체(텔레비전, 라디오, 신문, 잡지) 중 하나로 매체 파워가 매우 강했다. 신문, 잡지, 전단지, 팸플릿, 포스터 등 다양한 형태로 제작되며, 다양한 디자인으로 그 자체가 예술적인 평가를 받기도 한다.
하지만 휴대용 기기(태블릿 컴퓨터, 노트북, 스마트폰 등)가 개발되면서, 매체 파워가 줄어들고 있는 상황이다.

## 같이 보기
- 대중 매체